# Antoaneta Selenska
Antoaneta Selenska, geborene Todorowa (bulgarisch Антоанета Селенска, geborene Тодорова; * 8. Juni 1963 in Samowodene, Oblast Weliko Tarnowo) ist eine ehemalige bulgarische Speerwerferin.
1980 wurde sie Zehnte bei den Olympischen Spielen in Moskau. Im Jahr darauf siegte sie beim Europacup in Zagreb mit dem Weltrekord von 71,88 m und beim Weltcup in Rom.
Der Olympiaboykott Bulgariens verhinderte eine Teilnahme an den Olympischen Spielen 1984 in Los Angeles. Bei den ersatzweise abgehaltenen Wettkämpfen der Freundschaft gewann sie Silber.
1988 wurde sie Elfte bei den Olympischen Spielen in Seoul und 1990 Siebte bei den Europameisterschaften in Split. Bei den Weltmeisterschaften 1991 in Tokio und bei den Olympischen Spielen 1992 in Barcelona schied sie in der Qualifikation aus. 1993 wurde sie Zehnte bei den Weltmeisterschaften in Stuttgart und 1994 Achte bei den Europameisterschaften in Helsinki.
Elfmal wurde sie Bulgarische Meisterin (1981–1984, 1987, 1988, 1990–1994).